# 네텐 촉링
네텐 촉링(Neten Chokling, 1973년 8월 10일 ~ )는 부탄의 배우이다.